# Gabriel Moscardo
Gabriel Silva Moscardo de Salles, sinh ngày 28 tháng 9 năm 2005, được biết đến với nghệ danh Gabriel Moscardo, là một cầu thủ bóng đá người Brazil, đang thi đấu ở vị trí tiền vệ cho đội bóng Corinthians.

## Sự nghiệp câu lạc bộ
Sinh ra tại Taubaté, Moscardo bắt đầu sự nghiệp bóng đá tại Atleta Cidadão vào năm 2015 và gia nhập đội trẻ của Corinthians vào năm 2017. Anh có trận ra mắt đội một vào ngày 28 tháng 6 năm 2023, khi thay thế Giuliano trong hiệp hai trong trận đấu đối đầu với Liverpool, nơi Corinthians giành chiến thắng 3-0 trong khuôn khổ Copa Libertadores năm đó.
Moscardo cũng trải qua trận ra mắt ở giải Série A cùng với việc đá chính lần đầu tiên cho đội một vào ngày 2 tháng 7 năm 2023, trong trận thua 0-1 trước Red Bull Bragantino trên sân nhà.

## Sự nghiệp quốc tế
Vào tháng 9 năm 2023, Moscardo được triệu tập vào U23 Brazil để thi đấu một số trận giao hữu.